# Carl Maria von Weber
Carl Maria Friedrich Ernst von Weber (Eutin, 18 de noviembre de 1786-Londres, 5 de junio de 1826) fue un compositor romántico alemán.

## Vida y obra
Nació en Eutin, una ciudad pequeña cercana a Lübeck en el norte de Alemania, con el nombre completo de Carl Maria Friedrich Ernst George Look von Weber. Su padre era un oficial militar, que, sin embargo, se dedicaba a tocar el violín, y su madre había cantado en los escenarios. Sus cuatro primas, hijas del hermano de su padre, eran también cantantes conocidas. Una de ellas, Constanze, se convirtió en la esposa de Mozart, con lo cual se creó un vínculo familiar entre Mozart y Carl Maria Von Weber.

### Infancia
Weber tuvo de niño una salud frágil y sufrió en especial de una dolencia de caderas congénita. Acompañó a sus padres en los numerosos viajes que hacían, y en los que su padre daba conciertos de violín. Estos viajes le sirvieron para familiarizarse con los escenarios y el público. Su padre deseaba que Weber fuese un niño prodigio, al igual que había sido Mozart, quien en aquellos años estaba atravesando la etapa final de su vida. Así, pues, Weber aprendió a cantar y a tocar el piano desde muy pequeño, a pesar de que no pudo caminar hasta los cuatro años.
El hermano de Haydn, Michael Haydn, también músico, le dio en 1798 clases gratuitas en Salzburgo, ciudad con gran tradición musical en la que la familia se había instalado. Poco después murió su madre y la familia se trasladó a Múnich. Allí compuso Weber su primera obra que fue publicada. Tomó clases de composición y de canto y pronto comenzó a tocar el piano en público. Su padre le animó insistentemente a componer y Weber escribió varias obras que, sin embargo, no perduraron.
Tres años después, la familia volvió a Salzburgo, y Weber reanudó sus estudios con el hermano de Haydn. En 1803 fue nombrado director de orquesta de Breslau, una ciudad de tamaño mediano en el este de Alemania, cuando aún no había cumplido los 18 años. En este puesto adquirió grandes conocimientos escénicos, que le convirtieron con el tiempo en el compositor con mayor dominio de las técnicas teatrales. A raíz de una ingestión accidental de un ácido utilizado en los talleres de imprenta, se estropeó la voz de tal manera que ya no pudo cantar.

### Consagración

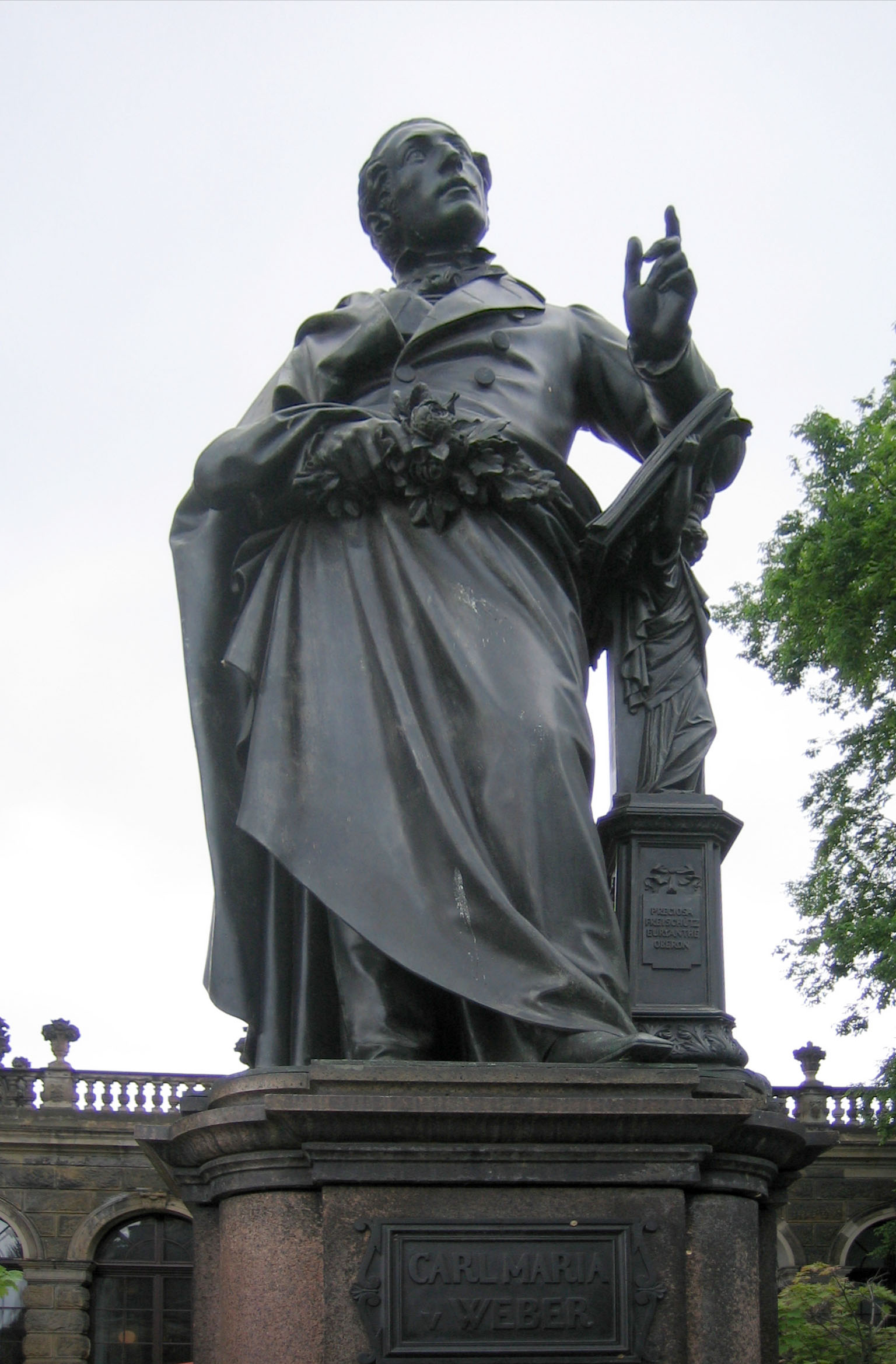
Monumento a Carl Maria von Weber en Dresde elaborado por Ernst Rietschel

Durante los próximos años, Weber tuvo diversos empleos, en los que siguió formándose. Al mismo tiempo compuso varias obras, incluidas óperas, que, no obstante, no tuvieron el éxito deseado. En 1811 realizó una gira de conciertos, en la que estableció amistades con varias personas influyentes. En Múnich se interpretó la ópera Abu Hassan que había escrito en los años anteriores, y por fin una obra suya tuvo una acogida favorable por el público. Al año siguiente murió su padre y en 1813 aceptó el cargo de director de orquesta en Praga, donde permaneció tres años. Allí compuso algunas de sus mejores obras para piano y las interpretó con gran éxito.
De Praga se fue a Dresde, donde ocupó el mismo puesto de director de orquesta. Allí volvió hacia la música de ópera y realizó diversas composiciones dentro de este género. Más adelante se puso a trabajar en su ópera más famosa, Der Freischütz (El cazador furtivo), que terminó a mediados de 1820. Se estrenó con un éxito triunfal en Berlín al año siguiente. También en Viena y en Dresde obtuvo la obra un gran éxito. No obstante, las condiciones económicas de Weber en su puesto no mejoraron por ello. Aun así, no aceptó ofertas más ventajosas en otras ciudades, ya que quiso ser fiel a sus compromisos. Escribió una segunda ópera, Euryanthe, que también cosechó un gran éxito (1823), y compuso otras muchas de sus obras. Durante estos años se fraguaron, además, los contactos con la élite intelectual del momento, sumergiéndose en los ideales sobre lo bello y lo sublime que caracterizarían a su obra.

### Traslado a Londres
Cuando ya se aproximaba el final de sus días y su salud comenzaba a empeorar, Weber recibió el encargo desde el Covent Garden de Londres de componer una ópera en inglés, que sería su tercera gran obra escénica: Oberon. Se puso a trabajar de inmediato y aprendió el idioma con tal grado de perfección, que en toda la ópera se encontró un solo error de texto. Unos meses antes del estreno se trasladó a Londres donde su salud fue empeorando durante los ensayos. Poco después de estrenarse la ópera, que fue acogida con gran éxito, Weber murió en la casa de su anfitrión, por causa de una afección pulmonar el 5 de junio de 1826.
Además de sus tres óperas, consideradas por muchos como verdaderas obras maestras de la música escénica, Weber escribió otras muchas composiciones. Son especialmente conocidas sus obras para piano solo y para piano y orquesta, sus dos sinfonías, su quinteto para clarinete y sus célebres conciertos para clarinete y orquesta y su conocido concertino para trompa y orquesta, el cual destaca porque usa elementos especiales: hay notas que deben ser tocadas y cantadas a la vez. Esto genera una tercera nota, formando así un acorde. Hay que tener en cuenta, además, que por aquel entonces la trompa no contaba con válvulas o pistones. 
También compuso dos misas, ocho cantatas, numerosas canciones y otras obras de diverso carácter.

### Influencias
Con El cazador furtivo, basada en el folclore nacional alemán y en una combinación de elementos legendarios y sobrenaturales, Weber creó la escuela romántica de ópera alemana. Entre las innovaciones musicales de Weber cabe citar el empleo de leitmotivs y de recitativos cantados (como en Euryantha) en lugar del habitual diálogo hablado de la ópera alemana. Weber fue muy admirado por su brillante colorido orquestal. Ejerció una gran influencia en otros compositores, como Wagner, Mendelssohn o Berlioz, especialmente en el compositor alemán Richard Wagner que llegó a afirmar que jamás había existido un músico más alemán que Weber.

## Obras

### Óperas
- Der Macht der Liebe und des Weins (El poder del amor y del vino, 1798; perdida)
- Das Waldmädchen (La chica del bosque, 1800)
- Peter Schmoll und seine Nachbarn (Peter Schmoll y sus vecinos, 1803)
- Rübezahl (1804-1805; inacabada)
- Silvana (1810)
- Abu Hassan (1811)
- Der Freischütz (El cazador furtivo, 1821)
- Die drei Pintos (Los tres Pintos, 1820-1824; inacabada, terminada por Gustav Mahler)
- Euryanthe (1823)
- Oberon (Oberón, 1826)

### Música incidental
- Turandot (1809)
- König Yngurd (Rey Yngurd, 1817)
- Donna Diana (1817)
- Heinrich IV, König von Frankreich (Enrique IV, rey de Francia, 1818)
- Lieb' um Liebe (Amor por amor, 1818)
- Der Leuchtthurm (El faro, 1820)
- Preciosa (1820)
- Den Sachsen-Sohn vermählet heute (El hijo sajón se casa hoy, 1822)

### Música sacra
- Misa en mi bemol, J. Anhang 8 (Grosse Jugendmesse) (1802)
- Missa sancta n.º 1 en mi bemol, Op. 75a, J. 224 (Freischützmesse) (1817-18)
- Missa sancta n.º 2 en sol, Op. 76, J. 251 (Jubelmesse) (1818–19)

### Obras vocales con orquesta
- Cantata Der erste Ton para coro y orquesta, Op. 14, J. 58 (1808 / revised 1810)
- Recitativo y rondó Il momento s'avvicina para soprano y orquesta, Op. 16, J. 93 (1810)
- Himno In seiner Ordnung schafft der Herr para solistas, coro y orquesta, Op. 36, J. 154 (1812)
- Cantata Kampf und Sieg para solistas, coro y orquesta, Op. 44, J. 190 (1815)
- Escena y Aria de Atalia Misera me! para soprano y orquesta, Op. 50, J. 121 (1811)
- Jubel-Cantata para el 50.º jubileo real del rey Federico Augusto I de Sajonia para solista, coro y orquesta, Op. 58, J. 244 (1818)

### Música orquestal
- Sinfonía n.º 1 en do (1806-7)
- Sinfonía n.º 2 en do (1807)
- Obertura para Peter Schmoll, Op. 8, J. 54 (1807)
- Obertura para Beherrscher der Geister, Op. 27, J. 122 (1811)
- Jubel-Obertura, Op. 59, J. 245 (1818)
- Kleiner Tusch, J. 47a (1806)
- Walzer, J. 149 (1812)
- Deutscher, J. 185 (1815)
- Tedesco, J. 191 (1816)
- Marcia vivace, J. 288 (1822)
- Marcia, J. 307 (1826)

### Música concertante
- Concierto para piano n.º 1 en do mayor, Op. 11, J. 98 (1810)
- Concierto para piano n.º 2 en mi bemol mayor, Op. 32, J. 155 (1812)
- Konzertstück en fa menor para piano y orquesta, Op. 79, J. 282 (1821)

- Concierto para fagot en Fa mayor, Op. 75, J. 127 (1811 / revisado en 1822)
- Andante y rondó húngaro (Andante e Rondo Ongarese) para viola y orquesta en do menor, Op. 35, J. 79 (1809), revisado J. 158 (1813) para fagot

- Conciertos para clarinete y orquesta:
  - Concierto para clarinete n.º 1 en fa menor, Op. 73, J. 114 (1811)
  - Concierto para clarinete n.º 2 en mi bemol mayor, Op. 74, J. 118 (1811)
  - Concertino para clarinete y orquesta en do menor/mi bemol mayor, Op. 26, J. 109 (1811)

- Gran popurrí para violonchelo y orquesta en re mayor, Op. 20, J. 64 (1808)
- Variaciones para violonchelo y orquesta en re menor, J. 94 (1810)

- Concertino para trompa y orquesta en mi menor, Op. 45, J. 188 (1806 / revisado en 1815)

- Romanza Siciliana para flauta y orquesta, J. 47 (1805)

- Seis variaciones sobre el tema A Schüsserl und a Reind'rl para viola y orquesta, J. 49 (1800 / revisada 1806)
- Andante y rondó húngaro para viola y orquesta, J. 79 (1809) - Escúchese la interpretación de viola con órgano (reducción orquestal) aquí.

- Adagio y rondó para armonio y orquesta en fa mayor, J. 115 (1811)

### Música de cámara
- Romanza appassionata para trombón y piano en do menor (atribución incierta)
- Melodía para clarinete en fa mayor, J. 119 (1811)

### Piano
- Sonata para piano n.º 1, Op. 24
- Sonata para piano n.º 2, Op. 39
- Sonata para piano No. 3, Op. 49
- Sonata para piano n.º 4, Op. 70
- Invitación a la danza, Op. 65, J. 260 para piano a cuatro manos

## Véase también

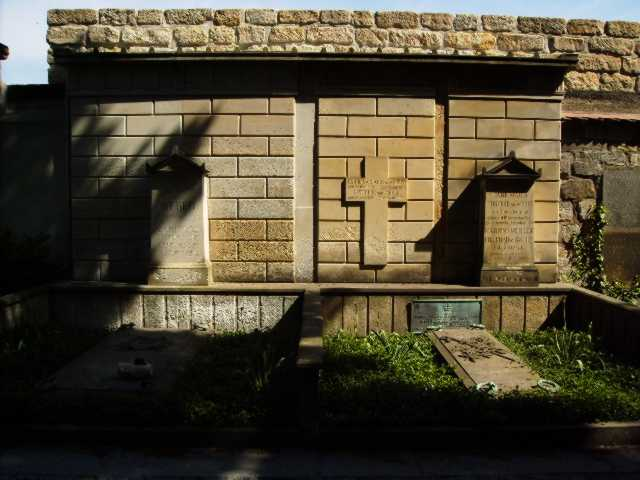
Tumba.